# Шауталер
Шауталер (нем. Schautaler) — название памятных монет талерового типа в немецкоязычных государствах, отчеканенных по особому случаю и предназначенных не для оборота, а для подарков. Их монетная стопа соответствовала находящимся курантным монетам и поэтому теоретически шауталеры могли выступать в качестве средства платежа. Над их изображениями трудились особо тщательно, что и привело к появлению названия «schautaler», что в дословном переводе обозначает «видовой талер».
Шауталерами в старой нумизматической литературе могут называть также и медали, так как зачастую идентифицировать конкретный экземпляр как медаль или монету достаточно сложно.
К шауталерам в частности относят магдебургские венусталеры 1622 года, исповедальные талеры саксонского курфюрста Иоганне Георге II 1663 года и многие другие.